# Isaac Cole Powell
Isaac Cole Powell (Greensboro, 30 dicembre 1994) è un attore, cantante e ballerino statunitense, noto soprattutto come interprete di musical.

## Biografia
Nato a Greensboro in una famiglia con origini native americane, afroamericane e caucasiche, Powell ha studiato recitazione all'University of North Carolina School of the Arts (UNCSA), in cui si laureò nel maggio 2017. Un anno prima delle laurea aveva fatto il suo debutto professionale sulle scene con il musical Legally Blonde al Barn Dinner Theatre di Roanoke, a cui sono seguiti gli allestimenti della Pittsburgh Civic Light Opera di Newsies e Mamma Mia! nel 2017. Nello stesso anno ha interpretato il protagonista del musical Nikola Tesla Drops the Beat all'Adirondack Theatre Festival di Glens Falls.
Nel 2017 ha fatto il suo debutto a Broadway con il musical Once on This Island, in scena al Circle in the Square Theatre per la regia di Michael Arden; Powell è rimasto nel cast del musical - che annoverava anche Lea Salonga, Norm Lewis e Hailey Kilgore - fino al termine delle repliche, ricevendo una nomination al Grammy Award al miglior album di un musical teatrale per la sua performance nell'incisione discografica dello show. Nel 2018 intanto comincia a lavorare anche come modello quando firma un contratto con l'agenzia New Pandemics e sfila in occasione della settimana della moda di New York nel 2019. Sempre nel 2019 ha recitato con Ethan Slater in un reading del dramma di Joshua Harmon Significant Other al Marlene Meyerson JCC di New York, mentre nell'autunno dello stesso anno ritorna a Broadway con un revival di West Side Story diretto da Ivo van Hove e coreografato da Anne Teresa De Keersmaeker, in cui interpreta il protagonista Tony. Per la sua interpretazione in West Side Story è stato candidato al Drama League Award.
Powell è dichiaratamente gay ed è stato impegnato in una relazione con l'attore Wesley Taylor dal 2017 al 2020.

## Filmografia parziale

### Cinema
- Caro Evan Hansen (Dear Evan Hansen), regia di Stephen Chbosky (2021)
- Past Lives, regia di Celine Song (2023)
- Cat Person, regia di Susanna Fogel (2023)
- Nostro figlio (Our Son), regia di Bill Oliver (2023)

### Televisione
- Murphy Brown – serie TV, episodio 11x7 (2018)
- Modern Love – serie TV, episodio 2x4 (2021)
- American Horror Story – serie TV, 11 episodi (2021-2022)

## Teatro
- Legally Blonde, colonna sonora e testi di Laurence O'Keefe e Nell Benjamin, libretto di Heather Hach, regia di Guy Gardner. Barn Dinner Theatre di Roanoke (2016)
- Nikoa Tesla Drops The Beat, colonna sonora e libretto di Nikko Benson e Benjamin Halstead, regia di Marshall Pailet. Adirondack Theatre Festival di Glens Falls (2017)
- Newsies, colonna sonora di Alan Menken, libretto di Harvey Fierstein, testi di Jack Feldman, regia di Richard J. Hinds. Pittsburgh Civic Light Opera di Pittsburgh (2017)
- Mamma Mia!, colonna sonora degli ABBA, libretto di Catherine Johnson, regia di Barry Ivan. Pittsburgh Civic Light Opera di Pittsburgh (2017)
- Once on This Island, colonna sonora di Stephen Flaherty, libretto di Lynn Ahrens, regia di Michael Arden. Circle in the Square Theatre di Broadway (2017)
- Significant Other di Joshua Harmon, regia di Daniella Caggiano. Marlene Meyerson JCC di New York (2019)
- West Side Story, colonna sonora di Leonard Bernstein, libretto di Arthur Laurents, testi di Stephen Sondheim, regia di Ivo van Hove. Broadway Theatre di Broadway (2019)
- Gatsby, colonna sonora di Florence Welch, libretto di Martyna Majok, regia di Rachel Chavkin. American Repertory Theater di Cambridge (2024)

## Riconoscimenti
- Grammy Award
  - 2019 – Candidatura per il miglior album di un musical teatrale per Once on This Island
- Drama League Award
  - 2020 – Candidatura per la miglior performance per West Side Story

## Doppiatori italiani
Nelle versioni in italiano dei suoi film, Isaac Cole Powell è stato doppiato da
- Francesco Ferri in American Horror Story: Double Feature
- Federico Talocci in American Horror Story: NYC